# Koltur
Koltur (dánul: Kolter) Feröer második legkisebb szigete.

## Földrajz

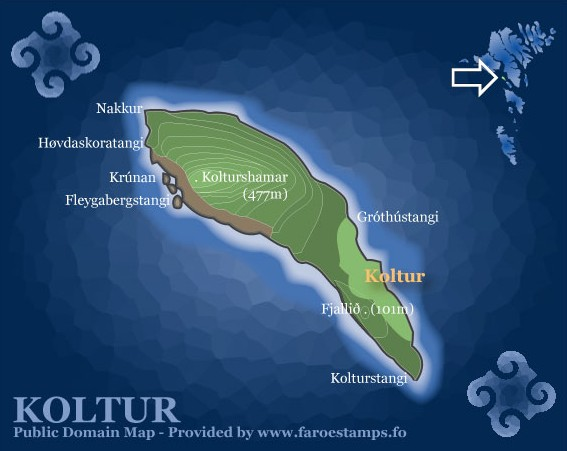
Koltur térképe

A sziget területe mindössze 2,31 km². Streymoytól nyugatra és Hesturtól északra fekszik.
Koltur egyetlen hegye a Kolturshaman (478 m).
Sehol máshol nem található Feröeren az ittenihez hasonló, a parttól a hegyekig húzódó kultúrtáj. A kőkerítésekkel bekerített megművelt terület nagy kiterjedésű: egy részén korábban gabonát termesztettek, a nagyobb részét pedig kaszálónak használták, hogy biztosítsák az állatok számára a téli takarmányt.

### Élővilág
A sziget madárvilága nemzetközi jelentőségű: a tengerimadár-kolóniák gyakorlatilag körülölelik a szigetet. Évente mintegy 30 000 pár költ ezen a területen. A legjelentősebb fajok a lunda (20 000 pár), az európai viharfecske (5000 pár) és a fekete lumma (50 pár).

## Népesség
A szigeten egyetlen település (pontosabban egy gazdaság) található: Koltur.
| Év              | Lakosság |
| --------------- | -------- |
| 1986. január 1. | 5        |
| 1991. január 1. | 1        |
| 1996. január 1. | 0        |
| 2001. január 1. | 2        |
| 2006. január 1. | 2        |

### Külső hivatkozások
- Légifotók Archiválva 2006. október 5-i dátummal a Wayback Machine-ben (Anfinn Frederiksen) (angol)
- www.koltur.com – részletes leírás a szigetről (angol)